# Jim Woodring
Compléments
Jim
Frank
Jim Woodring est un auteur de comics américain né le 11 octobre 1952 à Los Angeles en Californie et vivant actuellement[Quand ?] à Seattle.

## Biographie
Artiste auto-formé, Woodring a travaillé comme éboueur avant d'obtenir un travail dans l'illustration au studio d'animation Ruby-Spears dans les années 1970. En 1980, il commence à éditer sa propre anthologie de comics, Jim, de l'art onirique et des écrits informels qu'il décrivait comme un « autojournal ». Jim est publié régulièrement par Fantagraphics Books à partir de 1986, acclamé par la critique[réf. nécessaire], et Woodring devient alors auteur de comics à plein temps. Frank, une série muette et surréaliste qui fait des débuts sporadiques dans Jim, devient son travail le plus célèbre. Frank et le congrès des bêtes reçoit le prix spécial du jury au Festival international de la bande dessinée.
Jim Woodring réalise aussi pendant une courte durée une série de comics pour enfants, Tantalizing Stories, avec Mark Martin. Il travaille aussi en indépendant pour des histoires basées sur l'univers d'Alien pour Dark Horse Comics, et adapte le film Freaks avec F. Solano Lopez. Il dessine aussi quelques personnages ayant diverses émotions pour Microsoft afin que la compagnie les intègre dans son logiciel de « comic chat ».

## Œuvres publiées

### Aux États-Unis
Bande dessinée
- The Book of Jim, Fantagraphics Books, 1993.  (ISBN 1141298368)
- Frank, Fantagraphics Books :
  - Frank, Fantagraphics Books, 1996.  (ISBN 1560971533)
  - Frank volume 2, Fantagraphics Books, 1996.  (ISBN 1560971533)
  - The Frank Book, Fantagraphics Books, 2003.  (ISBN 1560975342)
- Aliens: Labyrinth. (Illustré par Kilian Plunkett), Dark Horse Comics, 1997.  (ISBN 156971245X)
- Trosper, avec une musique de Bill Frisell, Fantagraphics Books, 2002.  (ISBN 1560974265)
- Pupshaw and Pushpaw, Press Pop, 2004.  (ISBN 4990081293)

Illustration
- Seeing Things, Fantagraphics Books, 2005.  (ISBN 978-1-56097-648-6)
- The Museum of Love and Mystery, Presspop Gallery, 2008

### En France
- Frank, L'Association :

1. Frank, coll. « Ciboulette », 1998.  (ISBN 284414005X)
2. Frank 2, coll. « Ciboulette », 2006.  (ISBN 2844142168)
3. Frank's Real Pa, coll. « Côtelette », 2007.  (ISBN 2844142249)

- Weathercraft, L'Association, 2010.  (ISBN 2844143903)
- Frank et le Congrès des bêtes, L'Association, 2011.  (ISBN 9782844144225)
- Fran, L'Association, 2014.  (ISBN 9782844145062)

## Prix et récompenses
- 1993 : Prix Harvey du meilleur coloriste et de la meilleure histoire pour « Frank in the River », dans Tantalizing Stories Presents Frank In The River
- 2012 : Prix spécial du jury du festival d'Angoulême pour Frank et le Congrès des Bêtes